# Шахтный вентилятор
Шахтный вентилятор — стационарное шахтное оборудование, используемое для обеспечения воздухообмена в подземных горных выработках. К шахтным вентиляторам относятся также вентиляторы для проветривания тоннелей и станций метрополитенов.

## Характеристики шахтных вентиляторов
- мощность электродвигателя — до 6000 кВт
- напряжение питания электродвигателя — до 10 кВ
- частота вращения — до 1500 мин¯¹ (для главного проветривания метрополитенов — до 600 мин¯¹)
- производительность — до 1200 м³/с
- давление — до 9,2 кПа
- уровень шума — до 120 дБ(А) (для главного проветривания метрополитенов — не более 100 дБ(А))
- КПД — до 0,88 (для главного проветривания метрополитенов — не менее 0,85)

## Применение шахтных вентиляторов
- проветривание шахт, а также тоннелей и станций метрополитенов

## Рабочие инструменты шахтных вентиляторов
центробежные шахтные вентиляторы
- опор ротора
- ротор
- рабочее колесо
- кожух
- входная коробка
- направляющий аппарат
- привод направляющего аппарата
- электропривод с аппаратурой управления и контроля
- маслостанция

осевые шахтные вентиляторы
- приводной электродвигатель
- тормоз
- трансмиссионный вал
- муфта
- опора ротора
- ротор
- направляющий аппарат
- колеса ротора
- спрямляющий аппарат
- корпус
- диффузор

## Классификация шахтных вентиляторов
по принципу действия
- центробежные шахтные вентиляторы
- осевые шахтные вентиляторы

по характеру использования
- шахтные вентиляторы главного проветривания
- шахтные вентиляторы местного проветривания
- вентиляторы главного проветривания тоннелей и станций метрополитенов